# Бакай, Анна Александровна
Анна Александровна Бакай (1911—1998) — сельскохозяйственный деятель, Герой Социалистического Труда (1949).

## Биография
Анна Бакай родилась 14 ноября 1911 года на хуторе Нестукаевка (ныне — в черте города Сватово Луганской области Украины). Окончила четыре класса школы, после чего работала сначала в родительском хозяйстве, а затем в колхозе, была погонщиком, затем полеводом. В годы Великой Отечественной войны участвовала в строительстве оборонительных рубежей, пережила оккупацию. После освобождения вернулась к работе в колхозе, стала звеньевой полеводческой бригады.
Звено Бакай обслуживало в общей сложности 80 гектаров земли, на которой выращивалось большое количество различных культур. Несмотря на исключительно тяжёлые условия послевоенного времени, звено добилось больших успехов, в 1948 году собрав по 30,6 центнеров пшеницы с каждого гектара земли.
Указом Президиума Верховного Совета СССР от 19 апреля 1949 года Анна Бакай была удостоена высокого звания Героя Социалистического Труда с вручением ордена Ленина и медали «Серп и Молот».
С 1960 года работала телятницей в 1-м отделении совхоза «Дружба». После выхода на пенсию проживала в Сватово. Скончалась 23 апреля 1998 года, похоронен на Южном кладбище Сватово.
Была также награждена рядом медалей.